# 에브리 차일드
에브리 차일드(Every Child)는 캐나다에서 제작된 유진 페도렌코 감독의 1979년 애니메이션, 가족, 코미디 영화이다. 데릭 램 등이 제작에 참여하였다.